# Johannes Bitter
Johannes „Jogi“ Bitter (* 2. September 1982 in Oldenburg (Oldb)) ist ein ehemaliger deutscher Handballtorwart.

## Karriere

### Verein
Johannes Bitter begann 1989 mit dem Handballspielen bei der HSG Neuenburg/Bockhorn. Er war anfangs Feldspieler und ging erst zwei Jahre später auf die Torhüterposition. Nachdem Bitter zwischen 1999 und 2002 für die SG VTB/Altjührden in der 2. Bundesliga Nord gespielt hatte, wechselte er zum Wilhelmshavener HV, mit dem der Aufstieg in die Bundesliga gelang. Nach nur einer Saison wechselte er zum SC Magdeburg. Ab dem Sommer 2007 spielte er für den HSV Hamburg. Nachdem der HSV Hamburg im Januar 2016 Insolvenz angemeldet hatte, schloss er sich dem TVB 1898 Stuttgart an. Zum Ende der Bundesligasaison 2020/21 verließ er den TVB und kehrte zum 1. Juli 2021 zum HSV Hamburg zurück. Am 23. Oktober 2022 bestritt er sein 600. Bundesligaspiel. Hinter Carsten Lichtlein liegt er auf dem zweiten Rang der ewigen Bestenliste der meisten Bundesligaspiele. Seit August 2024 ist er zusätzlich als Vizepräsident beim Handball Sport Verein Hamburg tätig. Im Oktober 2024 gab er sein Karriereende bekannt. Am 2. Januar 2025 wurde er beim Spiel HSV Hamburg gegen die SG Flensburg-Handewitt zum letzten Mal eingesetzt.
Sein Länderspieldebüt für den DHB gab Bitter am 4. Januar 2002 in Balingen gegen die Schweiz. Im Finale der Weltmeisterschaft 2007 war Johannes Bitter sicherer Rückhalt für das deutsche Team, als er aufgrund der Verletzung des Stammtorhüters Henning Fritz „kalt“ in die Mannschaft kam und dem Finalgegner Polen nach einem Sechs-Tore-Rückstand den Ausgleichstreffer versagte. Mit dieser Leistung rettete er die auf ein Tor zusammengeschmolzene Führung der deutschen Mannschaft. Für diesen Triumph wurde er mit dem Silbernen Lorbeerblatt ausgezeichnet.
Nach der WM 2011 erklärte Bitter, aus persönlichen Gründen zumindest vorübergehend der Nationalmannschaft nicht mehr zur Verfügung zu stehen. Tatsächlich kehrte er vorerst nur für die Playoffspiele zur Qualifikation für die WM 2015 zurück – an der WM selbst nahm er wiederum nicht teil.
Im Dezember 2017 wurde Bitter von Nationaltrainer Christian Prokop für den erweiterten Kader für die Europameisterschaft 2018 nominiert. Zur Europameisterschaft 2020 kehrte er erneut in die Nationalmannschaft zurück und auch bei der Weltmeisterschaft 2021 stand er im Aufgebot des deutschen Teams. Mit der deutschen Auswahl nahm er an den Olympischen Spielen in Tokio teil. Im Anschluss gab er seinen vorläufigen Rücktritt bekannt.
Für die Europameisterschaft 2022 wurde Bitter vor dem dritten Spieltag nachnominiert, im Spiel gegen Polen war er der einzige Torhüter im Kader.

### Sonstiges
Bitter ist Mitbegründer von GOAL, der Gemeinschaftlichen Organisation aller Lizenzhandballer in Deutschland, die er zusammen mit Marcus Rominger ehrenamtlich leitet.
Nach einem Medienbericht beantragte und bezog Johannes Bitter noch während seiner aktiven Sportkarriere, vor der Handball-Weltmeisterschaft der Männer im Jahr 2021, zu der er berufen wurde, Verletztenrente aus der deutschen gesetzlichen Unfallversicherung.
Bitter ist beim Streamingdienst DAZN als TV-Experte tätig.
Außerdem kommentierte er die Handball-Europameisterschaft der Männer 2024 und die Handball-Weltmeisterschaft der Männer 2025 als Co-Kommentator in der ARD.

## Erfolge
Nationalmannschaft
- 5. Platz bei der Handball-Europameisterschaft 2006 in der Schweiz
- Weltmeister mit der deutschen Nationalmannschaft bei der Weltmeisterschaft 2007
- 4. Platz bei der Handball-Europameisterschaft 2008 in Norwegen
- 5. Platz bei der Handball-Weltmeisterschaft 2009 in Kroatien
- 5. Platz bei der Handball-Europameisterschaft 2020

Vereine
- Aufstieg in die 1. Bundesliga mit dem Wilhelmshavener HV 2002
- EHF-Pokal 2007 mit dem SC Magdeburg
- DHB-Supercup 2009, 2010 mit dem HSV Hamburg
- DHB-Pokalsieger 2010 mit dem HSV Hamburg
- Deutscher Meister 2011 mit dem HSV Hamburg
- Champions-League-Sieger 2013 mit dem HSV Hamburg

## Bundesligabilanz
| Saison    | Verein                        | Spielklasse | Spiele | Tore (gesamt) | davon Siebenmeter |
| --------- | ----------------------------- | ----------- | ------ | ------------- | ----------------- |
| 2002/03   | Wilhelmshavener HV            | Bundesliga  | 34     | 0             | 0                 |
| 2003/04   | SC Magdeburg                  | Bundesliga  | 34     | 0             | 0                 |
| 2004/05   | SC Magdeburg                  | Bundesliga  | 34     | 0             | 0                 |
| 2005/06   | SC Magdeburg                  | Bundesliga  | 32     | 0             | 0                 |
| 2006/07   | SC Magdeburg                  | Bundesliga  | 34     | 0             | 0                 |
| 2007/08   | HSV Hamburg                   | Bundesliga  | 34     | 0             | 0                 |
| 2008/09   | HSV Hamburg                   | Bundesliga  | 34     | 1             | 0                 |
| 2009/10   | HSV Hamburg                   | Bundesliga  | 33     | 0             | 0                 |
| 2010/11   | HSV Hamburg                   | Bundesliga  | 34     | 0             | 0                 |
| 2011/12   | HSV Hamburg                   | Bundesliga  | 23     | 0             | 0                 |
| 2012/13   | HSV Hamburg                   | Bundesliga  | 19     | 1             | 0                 |
| 2013/14   | HSV Hamburg                   | Bundesliga  | 33     | 3             | 0                 |
| 2014/15   | HSV Hamburg                   | Bundesliga  | 31     | 0             | 0                 |
| 2015/16   | TVB 1898 Stuttgart            | Bundesliga  | 13     | 0             | 0                 |
| 2016/17   | TVB 1898 Stuttgart            | Bundesliga  | 28     | 2             | 0                 |
| 2017/18   | TVB 1898 Stuttgart            | Bundesliga  | 22     | 0             | 0                 |
| 2018/19   | TVB 1898 Stuttgart            | Bundesliga  | 36     | 0             | 0                 |
| 2019/20   | TVB 1898 Stuttgart            | Bundesliga  | 27     | 2             | 0                 |
| 2020/21   | TVB 1898 Stuttgart            | Bundesliga  | 24     | 0             | 0                 |
| 2021/22   | Handball Sport Verein Hamburg | Bundesliga  | 33     | 1             | 0                 |
| 2022/23   | Handball Sport Verein Hamburg | Bundesliga  | 26     | 1             | 0                 |
| 2002–2023 | gesamt                        | Bundesliga  | 618    | 11            | 0                 |

Stand: 12. August 2023, Quelle: Spielerprofil bei der Handball-Bundesliga

## Privates
Johannes Bitter war verheiratet und ist Vater von drei Söhnen und einer Tochter. Seine Schwester Thalke Deters spielte in der Frauen-Bundesliga beim VfL Oldenburg. Sein Bruder Renke Bitter spielte von 2015 bis 2019 beim VfL Edewecht, wechselte nach langen Verhandlungen zur Saison 2019/20 jedoch zur SG VTB Altjührden. Er ist mit der Ex-Handballnationalspielerin Anna Loerper zusammen.

## Soziales Engagement
Johannes Bitter setzt sich seit 2009 für die Stiftung Mittagskinder ein. Die im November 2004 gegründete Stiftung möchte sozial benachteiligten Kindern in einer betreuten Gemeinschaft bessere Chancen für den Weg ins Leben geben.